# Deltar

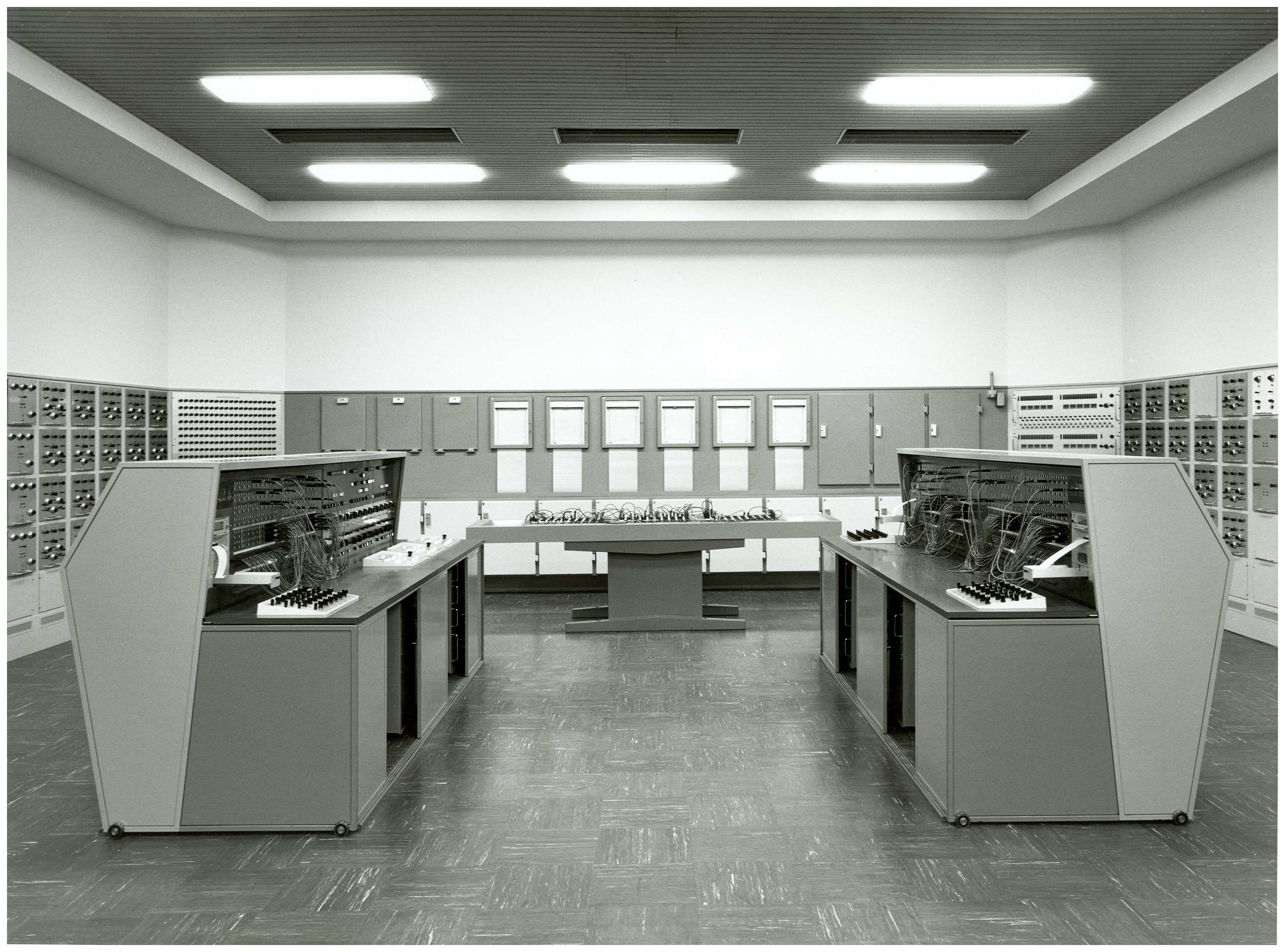
De Deltar (27 januari 1972)

De Deltar (Delta getij Analogon Rekenmachine) was een analoge rekenmachine, die van 1960 tot 1984 werd gebruikt voor de uitvoering van de Deltawerken.
Deze rekenmachine werd speciaal ontworpen en gebouwd voor de complexe berekeningen, die nodig waren om de getijbeweging en de gevolgen hierop, door bijvoorbeeld afdammingen, in het Deltagebied te kunnen voorspellen. 
Het ontwerp van de Deltar was gebaseerd op de analogie van de verschijnselen van water en elektriciteit. Analoog aan de waterstand, stroom, traagheid en waterberging van het water werd voor het ontwerp van deze rekenmachine gebruikgemaakt van de elektrische verschijnselen spanning, stroom, zelfinductie en capaciteit. 
Door de toepassing van deze hydraulische analogie konden de verschijnselen van het water in het Deltagebied in deze rekenmachine ongeveer 100 maal zo snel worden nagebootst, zodat men de invloed van diverse parameters kon testen terwijl de werkzaamheden in het Deltagebied vorderden.

## Voorgeschiedenis
Na de stormvloed van 1 februari 1953 werd de Deltacommissie onder leiding van A.G. Maris, directeur-generaal van Rijkswaterstaat, in het leven geroepen. Deze commissie kreeg van de minister van Verkeer en Waterstaat de opdracht om met plannen op tafel te komen die een dergelijke ramp in de toekomst moest voorkomen. Hoewel het Deltaplan al voor de watersnood van 1953 door Dr. ir. Johan van Veen was bedacht, gaf deze gebeurtenis de doorslag om de Nederlandse kustlijn met ongeveer 700 kilometer te verkorten. Op die manier hoefden slechts de dijken ten westen van het land verhoogd en verstevigd te worden en konden deze landinwaarts ongeschonden blijven.
In de jaren 1930 werkte Van Veen al aan een model om getijstromen te vergelijken met elektrische stromen. De methode lokte veel kritiek uit; vooral aan de betrouwbaarheid ervan werd – achteraf ten onrechte – jarenlang getwijfeld. Andere medewerkers van de Studiedienst voor de Benedenrivieren van Rijkswaterstaat ontwikkelden wiskundige modellen voor het berekenen van getijstromen, uitgaande van de methode van de natuurkundige H.A. Lorentz voor de afsluiting van de Zuiderzee. Ondanks alle kritiek werkte Van Veen verder aan zijn 'elektrische methode', die hij in het artikel 'Getijstroomberekening met behulp van wetten analoog aan die van Ohm en Kirchhoff' in De Ingenieur (Jaargang 52 (1937), nummer 19, blz. 73-81) beschreef als een 'eenvoudige ingenieursmethode' met een 'betrekkelijk groote mate van nauwkeurigheid', in tegenstelling tot de wiskundige methode die veel en ingewikkeld rekenwerk vereiste. Deze methode werd niet door anderen overgenomen.
Tijdens de voorbereidende studies voor de waterstaatkundige plannen in het Deltagebied werd vanaf 1940 in toenemende mate de behoefte gevoeld aan een rekenapparaat, waarmee men snel de getijbeweging en de gevolgen hierop door bijvoorbeeld afdamming zou kunnen berekenen. In die periode werden veel van deze berekeningen uitgevoerd door de Studiedienst voor de Benedenrivieren van Rijkswaterstaat (in 1956 opgenomen in de Deltadienst), waarbij een getijberekening voor één rivier al snel een aantal maanden rekenwerk vereiste. Van Veens inspanningen leidden in eerste instantie tot de bouw van het Electrisch model van waterlopen. Dit model werd in 1954 in gebruik genomen en deed dienst tot 1961.

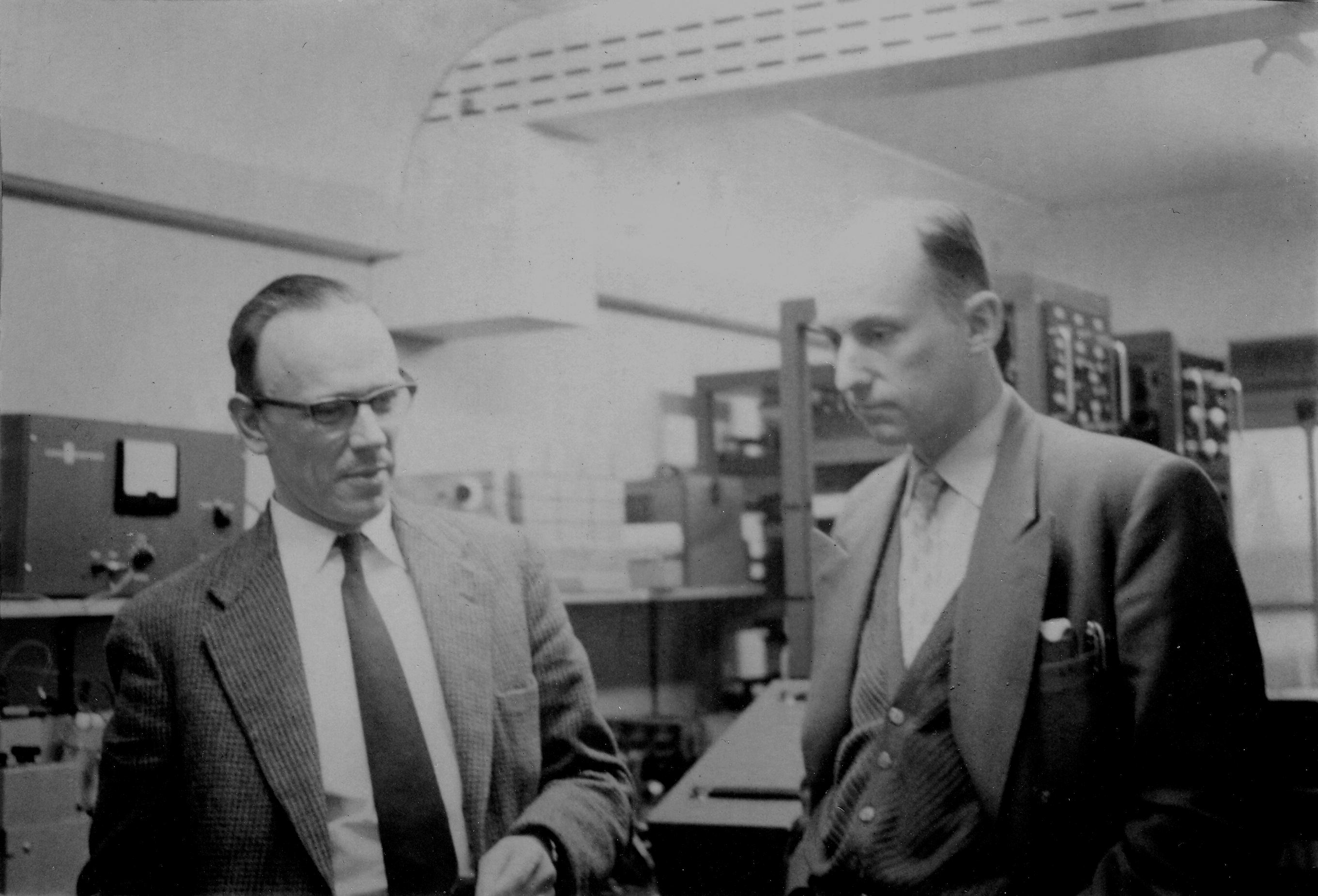
Ir. C.M. Verhagen (links) en Dr.Ir. J.C. Schönfeld, maart 1959

Om het vele en complexe rekenwerk voor de Deltawerken het hoofd te kunnen bieden gaf Rijkswaterstaat in 1955 opdracht aan een instrumentatiegroep van de Technisch Physische Dienst (TNO/TH) te Delft onder leiding van Ir. C.M. Verhagen om onderzoek te verrichten naar verdere technische mogelijkheden. De Deltar werd daarna in nauwe samenwerking met Dr. ir. J.C. Schönfeld van Rijkswaterstaat ontworpen door Ir. C.M. Verhagen. Na de oplevering van de Deltar vertrok Verhagen met een aantal collega's bij de TPD en startte in 1961 het natuurkundig onderzoek- en adviesbureau Datawell N.V. te Haarlem.
De wiskundige aanpak van onder andere Dronkers, gebaseerd op het werk van Lorentz gaf betere antwoorden, maar dit was een numerieke methode. Hiervoor was een heel grote inspanning nodig waarvoor veel rekenaars ingezet zouden moeten worden. Die capaciteit was er in de jaren 1960 en begin 70 niet. Na de opkomst van de digitale computer (vanaf 1970) kon de methode van Dronkers door een digitale computer uitgevoerd worden en die heeft toen geleidelijke het werk van de Deltar overgenomen. 

## Beschrijving van het systeem

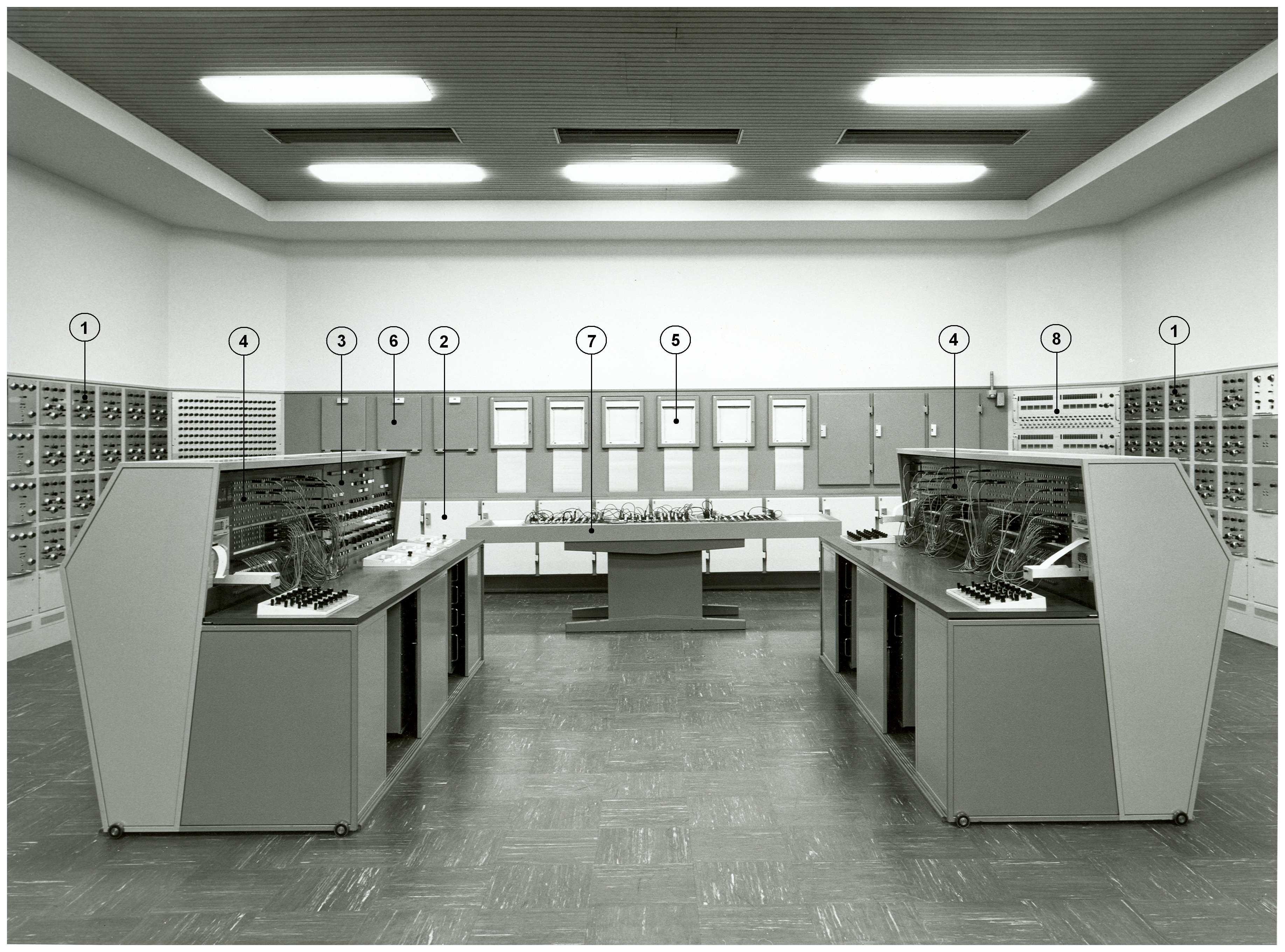
Opstelling van de Deltar. 1. Analoge riviersecties 2. Randvoorwaarde-apparatuur (ponsbanden) 3. Stuurpost (inschakelen van de machine, enzovoort) 4. Meetpost (keuze van meetpunten) 5. Analoge uitvoer (recorders) 6. Digitale uitvoer (ponsband) 7. Verbindingstafel (opbouw rivierfiguratie) 8. Windgenerator.

De 'Deltar' bestond uit drie groepen van 40 eenheden en de noodzakelijke in- en uitvoerapparatuur. Met iedere eenheid kon men een riviersectie analoog voorstellen, terwijl met elke groep van secties afzonderlijk kon worden gewerkt. Maximaal konden dus drie verschillende getijproblemen tegelijkertijd worden onderzocht. Iedere analoge sectie was zodanig ingericht, dat de hydraulische grootheden, die een riviersectie karakteriseerden, zoals lengte, stroomvoerende breedte, bergende breedte, diepte en weerstandscoëfficiënt, onmiddellijk in hydraulische grootheden konden worden ingesteld. Door het ruime instelbereik van de genoemde hydraulische grootheden voor iedere analoge sectie, had de Deltar een universeel karakter en kon daardoor tevens gebruikt worden voor rivieren van verschillende aard. Via een ingenieus systeem werden de variaties van de hydraulische grootheden ten gevolge van de vrije waterspiegel automatisch in rekening gebracht. De gebruiker van de Deltar hoefde zich daardoor in principe niet te verdiepen in de theoretische en technische uitvoering van het analogon.

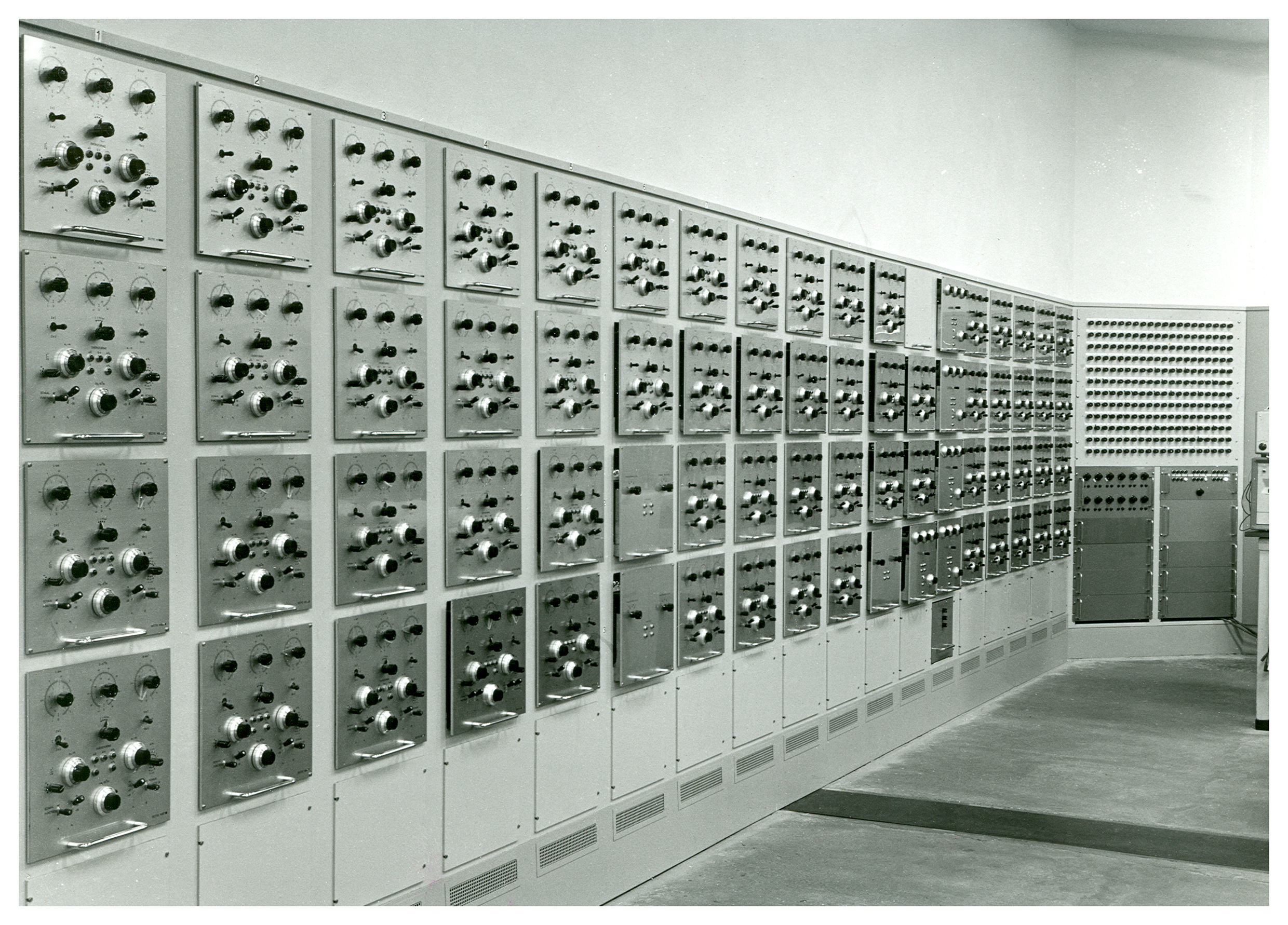
De 120 rekenmodules van de Deltar in 1967

Door de analoge secties op de juiste wijze te verbinden kon men een systeem van getijrivieren nabootsen. Samen met de analoge verticale getijrandvoorwaarden ter plaatse van de begrenzingen van het gebied, bijvoorbeeld te Hoek van Holland nabij de mond van de Nieuwe Waterweg, kon men zowel de dagelijkse getijbeweging als stormvloeden met behulp van de Deltar simuleren. Bovendien kon men de simultane afvoeren van de bovenrivieren analoog invoeren. Samen met de noodzakelijke gegevens, zoals afmetingen van de riviersecties en de weerstandscoëfficiënten, was het getijprobleem volledig bepaald. Alleen in het geval van stormvloeden moest naast de gegeven getijrandvoorwaarden ook het interne windeffect worden ingevoerd. Met het interne windeffect werd het effect van de wind op de getijbeweging in een getijkanaal bedoeld. Dit laatste is afhankelijk van de windsnelheid en de windrichting. Voor de realisering van het bovengenoemde effect werd speciale apparatuur ontwikkeld, waarmee per groep van 40 secties zowel de windrichting als de windsnelheid analoog konden worden ingevoerd.

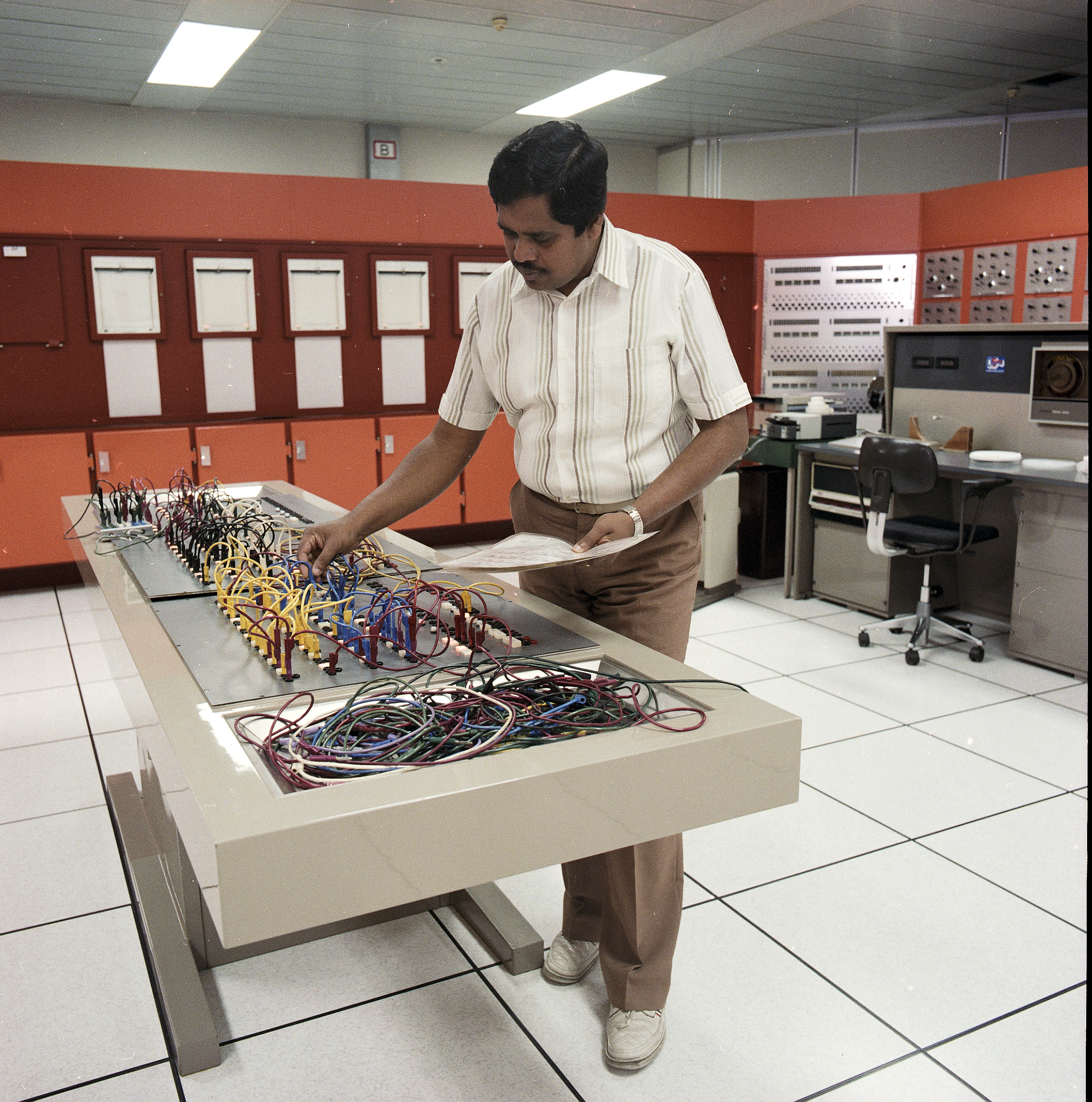
De verbindingstafel van de Deltar voor de opbouw van rivierfiguraties

Per sectie van het model was de lengte van een stukje rivier instelbaar. Verder werden de rivierbreedte, de watermassa en de bodemwrijving als functie van de waterhoogte continu op de juiste waarde ingesteld door een servosysteem dat via curveschijfjes een aantal variabele weerstanden bediende. Als verfijning kon ook de kracht van stormwinden op het water toegevoegd worden. Een technische bijzonderheid van dit elektrische model was het gebruik van spiegelgalvanometers in combinatie met paren fotoweerstanden, die samen als differentiaalversterker fungeerden met een voor die tijd zeer grote common-mode rejectie.
De Deltar simuleerde het getij met een snelheid van 100 keer de werkelijke tijd, wat voor die tijd een zeer snelle aanpak was.
Een verdere principe-beschrijving van de Deltar is terug te vinden in deel 4, bijlage III-8 van het Rapport van de Delta Commissie (1960).

## Rekenopdrachten
De eerste grote opdracht, waarbij de Deltar jarenlang is ingeschakeld, was het onderzoek naar de getijbeweging in het N-Deltagebied tijdens en na de uitvoering van het Deltaplan. Verder is de Deltar gebruikt voor:
- Het operationeel begeleiden van de afsluitingen van het Volkerak, de Grevelingen en het Brouwershavense Gat. De begeleiding hield in, het voorspellen van stroomsnelheden en kenteringstijden ter plaatse van de afsluitingen.
- Het onderzoek naar het optreden van seiches (slingeringen met een periodeduur van ca. 10-60 minuten) in de zeehaven van Den Helder en de havengebieden van IJmuiden en Scheveningen.
- Onderzoek naar de waterstanden, die tijdens stormvloed optreden langs het Noordzeekanaal en het IJ, wanneer door een calamiteit de Noordersluis te IJmuiden wordt vernield.
- Onderzoek naar de waterbeweging op de Hollandse IJssel bij verschillende sluitingsmanouvres met de stormstuw.
- Het begeleiden van werkzaamheden, die werden uitgevoerd met het Rijnmondmodel van het Waterloopkundig Laboratorium in Delft. Met behulp van de Deltar werden waterstanden en debieten berekend, die in het Rijnmondmodel als randvoorwaarden op de begrenzingen werden ingevoerd.
- Onderzoek naar het vóórkomen van translatiegolven tijdens het manipuleren met de Krammersluizen en de Kreekraksluizen.
- Getijberekeningen in tal van situaties in de Oosterschelde, die zich voordoen tijdens de bouw van de stormvloedkering en de compartimentering.

## Bronnen en aanvullende informatie

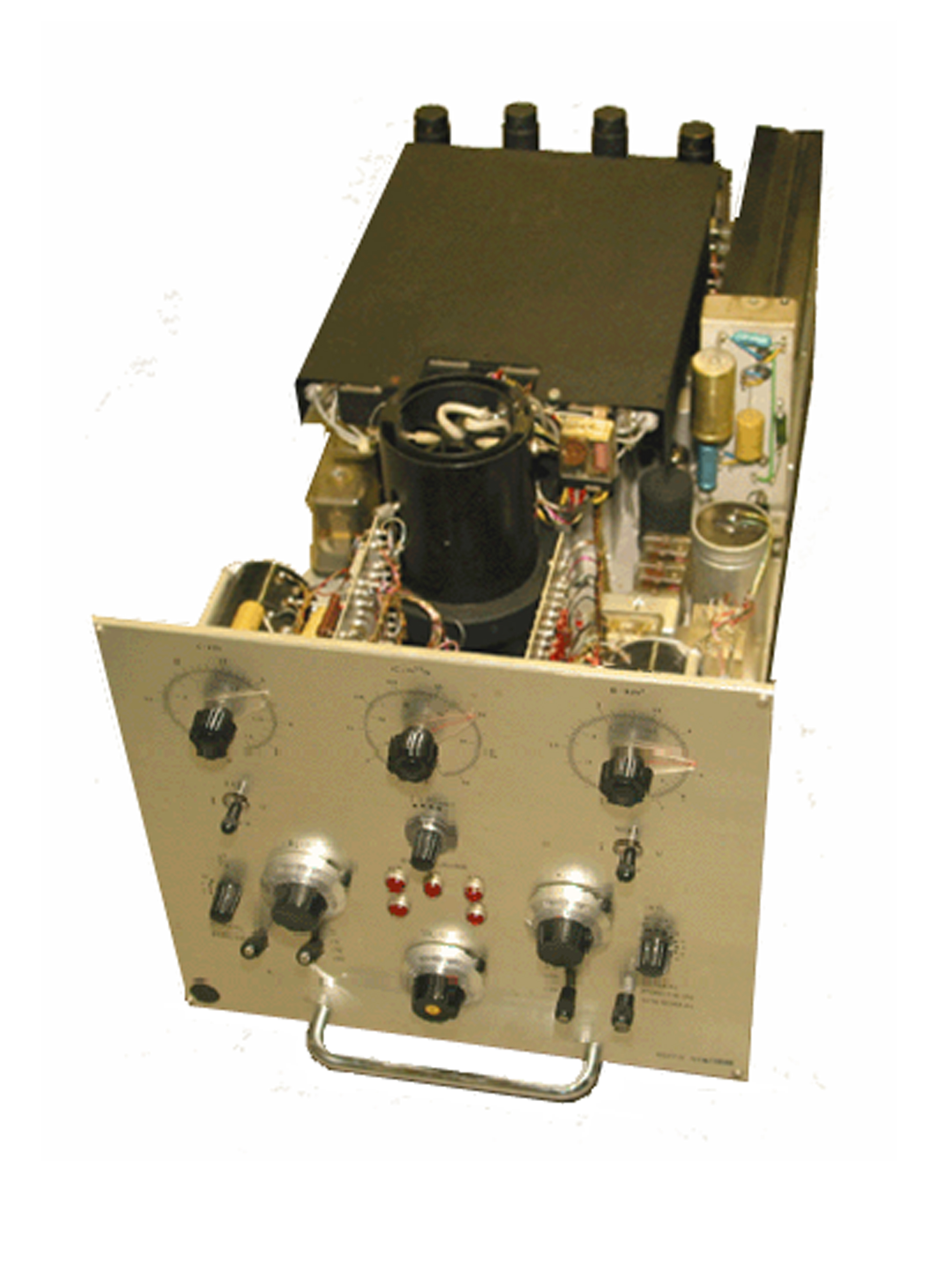
Deltar-module